# Aeroporti in Estonia
La seguente è una lista di aeroporti civili in Estonia.
| Aeroporto                                  | Città              | Contea   | IATA | ICAO      | Coordinate                                      |
| ------------------------------------------ | ------------------ | -------- | ---- | --------- | ----------------------------------------------- |
| Aeroporto di Tallinn                       | Tallinn            | Harjumaa | TLL  | EETN      | 59°24′59.5″N 24°47′57.12″E                      |
| Aeroporto di Tartu                         | Tartu              | Tartumaa | TAY  | EETU      | 58°18′33″N 26°40′59″E                           |
| Aeroporto di Pärnu                         | Pärnu              | Pärnumaa | EPU  | EEPU      | 58°25′09″N 24°28′22″E                           |
| Aeroporto di Kuressaare Aeroporto di Ruhnu | Kuressaare e Ruhnu | Saaremaa | URE  | EEKE EERU | 58°13′47″N 22°30′34″E 57°47′02.4″N 23°15′57.6″E |
| Aeroporto di Kärdla                        | Kärdla             | Hiiumaa  | KDL  | EEKA      | 58°59′26″N 22°49′50″E                           |